# Чорояші (комуна)
Чорояші (рум. Cioroiași) — комуна у повіті Долж в Румунії. До складу комуни входять такі села (дані про населення за 2002 рік):
- Четецуя
- Чорою-Ноу (660 осіб)
- Чорояші (1206 осіб) — адміністративний центр комуни

Комуна розташована на відстані 214 км на захід від Бухареста, 39 км на південний захід від Крайови.

## Населення
За даними перепису населення 2002 року у комуні проживали 1995 осіб.
Національний склад населення комуни:
| Національність | Кількість осіб | Відсоток |
| -------------- | -------------- | -------- |
| румуни         | 1983           | 99,4%    |
| цигани         | 12             | 0,6%     |

Рідною мовою назвали:
| Мова      | Кількість осіб | Відсоток |
| --------- | -------------- | -------- |
| румунська | 1993           | 99,9%    |
| циганська | 2              | 0,1%     |

Склад населення комуни за віросповіданням:
| Релігія       | Кількість осіб | Відсоток |
| ------------- | -------------- | -------- |
| православні   | 1927           | 96,6%    |
| адвентисти    | 57             | 2,9%     |
| п'ятдесятники | 5              | 0,3%     |
| реформати     | 2              | 0,1%     |